# Abchazská pravoslavná církev
Abchazská pravoslavná církev je nekanonická pravoslavná církev vytvořená z eparchie Suchumi-Abcházie, která byla součástí Gruzínské pravoslavné církve.

## Historie
Abchazská pravoslavná církev se považuje za pokračování Abchazského katolikátu. Katolikát Abcházie byl rozpuštěn roku 1814, kdy Ruská pravoslavná církev převzala všechny místní eparchie. Roku 1917 se eparchie staly součástí Gruzínské pravoslavné církve. Ta vytvořila pro toto území eparchii Suchumi-Abcházie.
Po válce v Abcházii (1992–1993) byli gruzínští kněží nuceni opustit toto území a Gruzínská pravoslavná církev ztratila kontrolu nad náboženskými životem Abcházie. 
Poslední gruzínští mniši a jeptišky se sídlem v horním údolí Kodori byli vyloučeni začátkem roku 2009 poté, co odolali tlaku abchazských úřadů, aby přerušili věrnost gruzínské církvi.
Etnický Abcház Vissarion Apliaa byl po válce jediným zbývajícím knězem a stal se hlavou suchumsko-abchazské eparchie. 
V následujících letech dorazili do Abcházie nedávno vysvěcení duchovní ze sousední ruské eparchie Majkop. Noví kněží (archimandrita Dorotheos Dbar, jeromonach Andrew Ampar, jerodiakon David Sarsania) se dostali do konfliktu s Vissarionem, ale díky zprostředkování ruských církevních úředníků se oběma stranám v roce 2005 podařilo dosáhnout dohody o sdílení duchovní moci v Majkopu.
Podle dohody by měla eparchie nosit jméno Abcházie s nedefinovatelným kanonickým statusem, aby zdůraznila její oddělení od Gruzínské pravoslavné církve a měla byt řízena oběma orgány. 
Tato dohoda však pozbyla platnosti, když kněz Vissarion odmítl sdílet vedení a pokračoval v podepisování dokumentů pomocí starého jména eparchie. 
Dne 15. září 2009 vedení suchumsko-abchazské eparchie prohlásilo, že již není považováno za součást Gruzínské pravoslavné církve, že obnovuje Katolikát Abcházie a že bude nadále označována jako Abchazská pravoslavná církev. Její vůdce Vissarion požádal Ruskou a Gruzínskou pravoslavnou církev aby uznala tuto novou církev. To se však nestalo.
Dne 9. února 2011 předaly abchazské úřady 38 chrámů, katedrál a monastýrů do péče této církve.

## Struktura
Současným nejvyšším představitelem církve je kněz Vissarion Apliaa
Církev se skládá ze 2 eparchií  (diecézí);
- Eparchie Picunda
- Eparchie Suchumi